# António Teixeira (calciatore 1930)
António Dias Teixeira (16 settembre 1930 – 17 ottobre 2003) è stato un calciatore portoghese, di ruolo attaccante.

## Carriera

### Nazionale
Ha collezionato 7 presenze con la maglia della Nazionale.

## Statistiche

### Presenze e reti in Nazionale
| Cronologia completa delle presenze e delle reti in nazionale ― Portogallo | Cronologia completa delle presenze e delle reti in nazionale ― Portogallo | Cronologia completa delle presenze e delle reti in nazionale ― Portogallo | Cronologia completa delle presenze e delle reti in nazionale ― Portogallo | Cronologia completa delle presenze e delle reti in nazionale ― Portogallo | Cronologia completa delle presenze e delle reti in nazionale ― Portogallo | Cronologia completa delle presenze e delle reti in nazionale ― Portogallo | Cronologia completa delle presenze e delle reti in nazionale ― Portogallo |
| Data                                                                      | Città                                                                     | In casa                                                                   | Risultato                                                                 | Ospiti                                                                    | Competizione                                                              | Reti                                                                      | Note                                                                      |
| ------------------------------------------------------------------------- | ------------------------------------------------------------------------- | ------------------------------------------------------------------------- | ------------------------------------------------------------------------- | ------------------------------------------------------------------------- | ------------------------------------------------------------------------- | ------------------------------------------------------------------------- | ------------------------------------------------------------------------- |
| 26-05-1957                                                                | Oeiras                                                                    | Portogallo                                                                | 3 – 0                                                                     | Italia                                                                    | Qual. Mondiali 1958                                                       | 1                                                                         |                                                                           |
| 11-06-1957                                                                | Rio de Janeiro                                                            | Brasile                                                                   | 2 – 1                                                                     | Portogallo                                                                | Amichevole                                                                | -                                                                         |                                                                           |
| 16-06-1957                                                                | San Paolo                                                                 | Brasile                                                                   | 3 – 0                                                                     | Portogallo                                                                | Amichevole                                                                | -                                                                         |                                                                           |
| 22-12-1957                                                                | Milano                                                                    | Italia                                                                    | 3 – 0                                                                     | Portogallo                                                                | Qual. Mondiali 1958                                                       | -                                                                         |                                                                           |
| 16-05-1959                                                                | Ginevra                                                                   | Svizzera                                                                  | 4 – 3                                                                     | Portogallo                                                                | Amichevole                                                                | -                                                                         |                                                                           |
| 21-06-1959                                                                | Berlino                                                                   | Germania Est                                                              | 0 – 2                                                                     | Portogallo                                                                | Qual. Euro 1960                                                           | -                                                                         |                                                                           |
| 28-06-1959                                                                | Porto                                                                     | Portogallo                                                                | 3 – 2                                                                     | Germania Est                                                              | Qual. Euro 1960                                                           | -                                                                         |                                                                           |
| Totale                                                                    |                                                                           | Presenze                                                                  | 7                                                                         |                                                                           | Reti                                                                      | 1                                                                         |                                                                           |